# عارف لرستانی
عارف لرستانی (۱۵ بهمن ۱۳۵۰ – ۲۶ فروردین ۱۳۹۶) بازیگر تئاتر و تلویزیون ایران بود. با مجموعهٔ جنگ ۷۷ به کارگردانی مهران مدیری پا به عرصهٔ بازیگری گذاشت و پس از آن در چندین مجموعهٔ دیگر از جمله قهوه تلخ با او همکاری کرد. او روز شنبه ۲۶ فروردین ۱۳۹۶ دچار ایست قلبی شد و درگذشت.

## زندگی
عارف لرستانی ۱۵ بهمن سال ۱۳۵۰ در شهر کرمانشاه متولد شد. او با تشویق دوستان خود فعالیتش را از تئاتر مدرسه شروع می‌نماید و در ادامه به دلیل آشنایی‌اش با مهران مدیری و حضور در مجموعه جنگ ۷۷ به‌صورت حرفه‌ای وارد عرصه بازیگری می‌شود و پس از آن در چندین مجموعه دیگر از جمله قهوه تلخ با مهران مدیری همکاری می‌کند. از جمله سریال‌های او می‌توان در حاشیه، شوخی کردم، قهوه تلخ و مرد دوهزارچهره را نام برد.

### درگذشت
عارف لرستانی در بامداد روز شنبه ۲۶ فروردین ۱۳۹۶، در سن ۴۵ سالگی به دلیل ایست قلبی در خواب درگذشت.

#### توضیحات اورژانس دربارهٔ مرگ وی
ساعت ۶:۵۸ صبح شنبه تماسی از سوی خانوادهٔ او با مرکز اطلاعات اورژانس گرفته شد. بلافاصله نیروهای امدادی به منزل وی اعزام شدند. زمانی که نیروهای امدادی در محل حاضر شدند، وی هیچ‌گونه علائم حیاتی نداشت و تقریباً چند ساعتی بود که فوت شده بود. همسر لرستانی به نیروهای اورژانس اعلام کرده که روز گذشته همسرش دچار سکسکهٔ شدید و علائم قلبی شده و به یکی از بیمارستان‌های خصوصی مراجعه کرده بود و گویا آمپول آرام‌بخش دریافت کرده است. هم‌چنین، همسرش اعلام کرده که لرستانی پس از ترخیص حدود ساعت ۰۱:۰۰ بامداد دچار تهوع شدید می‌شود و علائم تقریباً بهبود می‌یابد؛ اما وقتی صبح بیدار می‌شود متوجه مرگ همسرش شده و با اورژانس تماس گرفته است.
سپس اعلام شد با دستور بازپرس جنایی جسد عارف لرستانی به پزشکی قانونی منتقل می‌شود تا با کالبد شکافی علت مرگش مشخص شود.
پس از تحقیقات، علت مرگ از سوی غلامحسین محسنی اژه‌ای، سخنگوی قوه قضاییه اعلام شد: «پزشکی قانونی رسماً اعلام کرده که در اینجا قصور و تقصیری متوجه پزشک نبوده و بر اساس همان سکته بوده و دارویی هم که مصرف کرده در سکته‌اش بی‌تاثیر نبوده است؛ به هر جهت از لحاظ پزشکی قانونی قصور و تقصیری متوجه پزشک معالج نبوده است.

## وصیت
عارف لرستانی چندی پیش از مرگش با قرار دادن تصویری از پدربزرگش عبدالحسین لرستانی در اینستاگرام خود نوشت که مایل است در روستای پدری خود، سیمینه در نزدیکی سرآب نیلوفر کرمانشاه و در کنار پدربزرگش دفن شود. او نوشته بود:

عبدالحسین لرستانی، پدربزرگم. مردی که در روستای سیمینه، سمت سرآب نیلوفر کرمانشاه دفن شده. من هیچ‌وقت او را ندیدم، او هم هیچ‌وقت مرا ندید. سال‌ها قبل، خیلی قبل‌تر از اینکه من به دنیا بیایم، مرده‌بود. با اینکه هیچ‌وقت همدیگر را ندیدیم، دلم می‌خواهد وقتی مُردم کنار او در روستای سیمینه دفن شوم، احساس می‌کنم کنارش آرام خواهم بود. خیال مردن ندارم، اما مرگ خبر نمی‌کند.
پیکر عارف لرستانی صبح روز ۲۸ فروردین ۱۳۹۶ بنا بر وصیت خودش در روستای سیمینهٔ سرآب نیلوفر، واقع در شهرستان کرمانشاه با حضور هنرمندان، بازیگران و دوستداران وی به خاک سپرده شد.

## فیلم‌شناسی

### تلویزیون
- محله گل و بلبل (۱۳۹۴)
- در حاشیه (۱۳۹۳)
- کوچه مروارید (۱۳۹۳)
- یه تیکه زمین (۱۳۹۱)
- مرد دوهزارچهره (۱۳۸۸)
- خسته‌دلان(۱۳۸۸)
- کوچه اقاقیا (۱۳۸۳)
- یک خانه همسفر (۱۳۸۱)
- نود شب (۱۳۷۹)
- به‌همین سادگی (۱۳۷۹)
- ببخشید شما (۱۳۷۸)
- پلاک ۱۴ (۱۳۷۸)
- جنگ ۷۷ (۱۳۷۷)

### سینما
- ته خط (۱۳۹۳)
- شام عروسی (۱۳۸۴)
- انتخاب (۱۳۸۳)
- معادله (۱۳۸۲)
- مانی و ندا (۱۳۷۹)

سفرخوش (۱۳۸۳)

### نمایش خانگی
- عطسه (۱۳۹۴)
- شوخی کردم (۱۳۹۲)
- ویلای من (۱۳۹۱)
- قهوه تلخ (۱۳۸۹)
- بمب خنده (۱۳۸۹)

### تئاتر
- کارگردانی و بازی در نمایش شام آخر (۱۳۹۴)